# Narodowy Ruch Faszystowski
Narodowy Ruch Faszystowski (rum. Mișcarea Națională Fascistă, MNF) – rumuński ruch polityczny powstały w 1923 roku po połączeniu Narodowej Rumuńskiej Fascii i Narodowego Włosko-Rumuńskiego Ruchu Kulturowego i Ekonomicznego.
MNF była organizacją pro-włoską, opowiadającą się za wprowadzeniem w Rumunii włoskiego modelu faszyzmu. Ruch ten podziwiał także metody Action Française. Nie odniósł jednak sukcesu na jaki liczył, w dużym stopniu z powodu swej zależności od wpływów zagranicznych. MNF został ostatecznie wyparty przez Żelazną Gwardię, która oferowała bardziej "rodzimą" formę faszyzmu.